# Хумус (јело)
Хумус је популарно јело које потиче са Блиског истока. То је намаз, умак или паста направљена од леблебије и тахинија, и обично се једе уз питу хлеб, тортиље и слично. Његова популарност не проистиче само из укуса, већ и из велике хранљиве вредности.

## Здравље у састојцима хумуса
Леблебије су веома здраве јер не садрже холестерол и засићене масти. Богате су протеинима. Зато је хумус омиљен међу вегетаријанцима и веганима. Леблебије су ефикасне у спречавању нагомилавања холестерола у крвним судовима. Поред тога, такође регулишу ниво шећера у крви.
Тахини је с друге, пун масти и калорија, међутим користи се у малој количини у припреми хумуса и углавном садржи незасићене масти. Тахини је богат протеинима и калцијумом.
Бели лук и сок од лимуна су пуни антиоксиданаса који смањују оксидативни стрес у телу. Они такође раде на побољшању имунитета и боре се против бактерија и вируса.

## Хранљивост хумуса
Хумус садржи доста омега 3 масних киселина, које су одличне за побољшање интелигенције и одржавање здравог срца. Поврх свега тога, ово јело има и гвожђа, витамина B6, мангана, бакра, фолне киселине и амино киселина. Триптофан, [фенилаланин] и тирозин се налазе у хумусу и промовишу добар и квалитетан сан и подижу расположење.